# Forbidden (гурт)
Forbidden — треш-метал-гурт із міста Сан-Франциско (США). Пік популярності гурту припав на кінець 80-х — початок 90-х років.

## Історія
Засновниками Forbidden (спочатку Forbidden Evil) були гітаристи Глен Елвелас (Glen Alvelais) і Робб Флінн (Robb Flynn), вокаліст Расс Андерсон (Russ Anderson), басист Метт Камачо (Matt Camacho) і барабанщик Пол Бостаф (Paul Bostaph). Незадовго до початку запису дебютного альбому Робба Флінна змінив Крейг Лосікеро (Craig Locicero).
Скоротивши назву свого гурту до Forbidden, музиканти увічнили оригінальне ім'я на обкладинці першого альбому Forbidden Evil, який вийшов в 1988 році під маркою компанії Combat.
Пізніше двоє учасників Forbidden перебралися в Testament. Глен Елвелас пішов в 1989 році, а його місце зайняв Тім Келверт (Tim Calvert) з гурту Militia. А після запису другої платівки Twisted Into Form пішов Пол Бостаф, що згодом став учасником Slayer. Новим ударником Forbidden став Стів Джейкобс (Steve Jacobs).
Новий альбом під назвою Distortion вийшов у світ лише в 1995 році. Він містив версію пісні 21st Century Schizoid Man гурту King Crimson і відрізнявся похмурішим настроєм і важчими рифами. За цей час гурт провів два тури, в тому числі та в Європі, де вдруге взяла участь у фестивалі Dynamo. Два роки по тому Forbidden випустили свій четвертий альбом Green, йдучи все далі від класичного трешу, незабаром після чого розпалися.
У 2001 році Forbidden відродилися на час концерту Thrash of the Titans під початковим ім'ям Forbidden Evil.
У 2007 році гурт зібрався знову. За ударні сів Джин Хоглан (Gene Hoglan), який грав у Dark Angel, Death, Testament і Strapping Young Lad. Його змінив Марк Хернандес (Mark Hernandez) (Vio-lence, Heathen). Гурт підготував новий матеріал, який побачив світ на альбомі 2010 року.
У серпні 2011 року Марк Хернандес покинув гурт з особистих причин. Його замінив Джин Хоглан (Gene Hoglan). У листопаді того ж року гурт оголосив, що новим ударником буде Саша Хорн (Sasha Horn). Але в липні 2012 року Камачо та Андерсон заявили, що залишають гурт. Цей відхід означав черговий розпад.

## Склад

### Поточний склад
- Расс Андерсон (англ. Russ Anderson) — вокал (1985—2013)
- Крейг Лосікеро (англ. Craig Locicero) — гітара (1985—2013)
- Стів Сміт (англ. Steve Smyth) — гітара (2001, 2009—2013)
- Метт Камачо (англ. Matt Camacho) — бас-гітара (1987—2013)
- Саша Хорн (англ. Sasha Horn) — ударні (2011—2013)

### Колишні учасники
- Глен Елвелас (англ. Glen Alvelais) — гітара (1987—1989, 2007—2009)
- Тім Келверт (англ. Tim Calvert) — гітара (1989—1997; помер у 2018)
- Пол Бостаф (англ. Paul Bostaph) — ударні (1987—1992)
- Стів Джейкобс (англ. Steve Jacobs) — ударні (1992—1997)
- Джин Хоглан (англ. Gene Hoglan) — ударні(2007—2009)
- Марк Хернандес (англ. Mark Hernandez) — ударні (2009—2011)

## Дискографія
- Forbidden Evil (1988)
- Raw Evil (Live At The Dynamo) (1989)
- Twisted into Form (1990)
- Distortion (1994)
- Green (1997)
- Omega Wave (2010)